# Ten Years After
I Ten Years After sono un gruppo rock inglese particolarmente attivo negli anni sessanta e settanta. Tra il 1968 ed il 1973, otto dei loro album entrarono nei primi 40 posti della Official Albums Chart. Appartengono alla stagione d'oro del blues-rock inglese. Il gruppo storico era formato dal cantante e chitarrista Alvin Lee, l'organista Chick Churchill, il bassista Leo Lyons e il batterista Ric Lee. Scioltisi nel 1975, si riunirono per la prima volta nel 1983 per poi riformarsi e sciogliersi diverse altre volte.

## Storia

### Gli inizi
Nel 1960, Alvin Lee, Leo Lyons ed il batterista Pete Evans formarono The Atomites nella nativa Nottingham. Con l'ingresso del cantante Ivan Jay diventarono Ivan Jay and the Jaymen e si spostarono a Londra, dove non ebbero fortuna e tornarono a Nottingham, ma senza Ivan Jay. L'anno dopo, i Jaymen diventarono i Jaycats e nel 1962 i Jaybirds. Quell'anno si trasferirono ad Amburgo, esibendosi per cinque settimane in un club locale. Nel periodo amburghese, Alvin Lee iniziò ad esibirsi anche come cantante. Al ritorno a Nottingham, Pete Evans fu sostituito da Dave Quickmire e nel 1963 i Jaybirds cominciarono a diventare famosi in ambito locale. L'anno dopo riprovarono invano a trovare lavori a Londra e tornarono di nuovo a Nottingham. Nel 1965, il batterista Ric Lee entrò a far parte del gruppo.
Nel 1966, i Jaybirds si spostarono nuovamente a Londra come gruppo spalla degli Ivy League. Quell'anno Churchill entrò a far parte della band che, in novembre, ingaggiò il manager Chris Wright e cambiò il nome in Blues Trip. Con il nuovo nome Blues Yard si esibirono al Marquee Club come gruppo spalla della Bonzo Dog Doo-Dah Band. Sempre nel 1966 presero il nome Ten Years After (Dieci anni dopo), probabilmente in onore di Elvis Presley, idolo di Alvin Lee. Secondo tale ipotesi, il 1966 era dieci anni dopo il 1956, anno di grande successo per Presley. Un'altra ipotesi vuole che abbiano preso il nome dopo averlo sentito in una radio locale.
Furono il primo gruppo a firmare per quella che nel 1969 sarebbe diventata la Chrysalis Records. Grazie a questo ingaggio divennero uno dei gruppi fissi al Marquee, e furono invitati a suonare al Windsor Jazz Festival nel 1967. La loro performance al festival li portò a firmare per la Deram, sussidiaria della Decca. Furono il primo tra i gruppi che non avevano mai pubblicato alcun disco ad avere un contratto con la Deram. L'album di debutto Ten Years After, pubblicato dalla Decca nell'ottobre del 1967, è considerato il loro disco più originale, ma il gruppo trovò il successo con il live Undead (Decca Records, 1968), che vantava la prima versione della famosa I'm Going Home.

### Il successo
Nel febbraio del 1969 fu pubblicato l'album Stonedhenge, che ebbe grande successo nel Regno Unito e da cui fu estratto il singolo Hear Me Calling, altro brano famoso del gruppo. Nel luglio del 1969 si esibirono prima al Newport Jazz Festival, dove per la prima volta erano invitati gruppi rock, e poi al Seattle Pop Festival. Il successivo 17 agosto ebbe un clamoroso successo il loro concerto al Festival di Woodstock; in particolare, la loro energica esibizione di I'm Going Home fu inserita sia nel film Woodstock - Tre giorni di pace, amore e musica che nel live Woodstock: Music from the Original Soundtrack and More, consacrandoli definitivamente come gruppo rock di primo piano. In quegli stessi giorni fu pubblicato Ssssh, il loro terzo album che, trainato dal successo riscosso a Woodstock, raggiunse il 20º posto nella classifica statunitense.
Nel 1970 pubblicarono Love Like a Man, il loro unico singolo che entrò nella Official Singles Chart, dove raggiunse il 10º posto. Fu estratto da Cricklewood Green, il quinto album del gruppo. Nell'agosto dello stesso anno parteciparono al Festival dell'Isola di Wight. Nel 1971, i Ten Years After firmarono un nuovo contratto con la Columbia Records e pubblicarono A Space in Time, album abbastanza commerciale in cui si fondevano blues, rock'n roll e rock psichedelico. Dal disco fu estratto I'd Love to Change the World, l'unico singolo che pubblicarono nel 1971 e che fu trasmesso spesso dalle radio statunitensi. Fu questo uno dei brani più conosciuti dei TYA, nel quale Alvin Lee suona chitarra elettrica e chitarra acustica.

### Scioglimento e riunioni
Alla fine del 1972 fu pubblicato l'album Rock & Roll Music to the World e, nel 1973, il doppio dal vivo Ten Years After Recorded Live. Il gruppo si sciolse dopo l'uscita dell'album Positive Vibrations, pubblicato nel 1974. Si riunì per la prima volta nel 1983 per suonare al XX anniversario del Marquee e al Festival di Reading. Brani del concerto a Reading sarebbero stati pubblicati nell'album The Friday Rock Show Sessions – Live at Reading '83 dalla Raw Fruit Records nel 1990.
Per la nuova riunione del 1988, la band tenne alcuni concerti negli USA ed incise l'album About Time a Memphis, negli Stati Uniti. Visto il successo di pubblico, il gruppo non si sciolse ed i suoi membri ripresero a lavorare insieme. Nel 1991 si sciolsero nuovamente e, dopo la sporadica apparizione allo Sziget Festival di Budapest nel 1994, si riunirono per suonare in tre festival in Scandinavia nel 1997, anche in questo caso decisero di continuare ad esibirsi assieme nei mesi successivi. Nel 1998 firmarono con un nuovo manager e in agosto tornarono ad esibirsi nello stesso luogo dove c'era stato il Festival di Woodstock nel 1969, ottenendo un nuovo successo clamoroso. Nel 2000 si separarono per l'ennesima volta.
Nel 2003, Alvin Lee fu sostituito da Joe Gooch e i nuovi Ten Years After registrarono l'album Now. Intrapresero quindi un tour dal quale scelsero i brani contenuti nel doppio  Roadworks, pubblicato nel 2005. Nel gennaio 2014, Gooch e Lyons annunciarono la loro uscita dal gruppo; due mesi dopo furono rimpiazzati dal bassista Colin Hodgkinson e dal cantante e chitarrista Marcus Bonfanti.
Dopo aver lasciato il gruppo, Alvin Lee realizzò alcuni dischi da solista e continuò a suonare fino alla morte, avvenuta il 6 marzo 2013. Ric Lee è rimasto nel gruppo ma ha formato anche la band Ric Lee's Natural Born Swingers insieme a Bob Hall.

## Formazione
Formazione nel 2016
- Chick Churchill – tastiere (1966–1974, 1983, 1988–attuale)
- Ric Lee – batteria, percussioni (1966–1974, 1983, 1988–attuale)
- Marcus Bonfanti – chitarra, voce (2014–attuale)
- Colin Hodgkinson – basso (2014–attuale)

Membri precedenti
- Alvin Lee – chitarra, voce, armonica (1966–1974, 1983, 1988–2003)
- Leo Lyons – basso (1966–1974, 1983, 1988–2014)
- Joe Gooch – chitarra, voce (2003–2014)

## Discografia

### Album in studio
- 1967 - Ten Years After
- 1969 - Stonedhenge
- 1969 - Ssssh
- 1970 - Cricklewood Green
- 1970 - Watt
- 1971 - A Space in Time
- 1972 - Alvin Lee and Company
- 1972 - Rock & Roll Music to the World
- 1974 - Positive Vibrations
- 1989 - About Time
- 2004 - Now
- 2008 - Evolution
- 2017 - A Sting in the Tale

### Live
- 1968 - Undead
- 1967–1968 - BBC Sessions
- 1973 - Recorded Live
- 2001 - Live at the Fillmore East 1970
- 2003 - One Night Jammed
- 2005 - Roadworks
- 2014 - The Name Remains the Same

### Raccolte
- 1970 - Double Deluxe
- 1971 - Ten Years After
- 1976 - Classic Performances
- 1977 - Goin' Home
- 1977 - Greatest Hits
- 1979 - Profile
- 1980 - Ten Years After
- 1983 - Timewarps
- 1985 - The Collection
- 1987 - At Their Peak
- 1987 - Universal
- 1988 - Portfolio
- 1991 - The Collection
- 1991 - Essential
- 1993 - Original Recordings
- 1993 - Original Recordings - Vol. 2
- 1995 - Pure Blues
- 1995 - The Originals
- 1996 - I'm Going Home
- 1998 - Premium Gold Collection
- 2000 - The Best of
- 2001 - Very Best Ten Years After Album Ever
- 2002 - Ten Years After Anthology
- 2003 - Best - Love Like A Man